# Liste der Kulturgüter in Hemishofen
Die Liste der Kulturgüter in Hemishofen enthält alle Objekte in der Gemeinde Hemishofen im Kanton Schaffhausen, die gemäss der Haager Konvention zum Schutz von Kulturgut bei bewaffneten Konflikten, dem Bundesgesetz vom 20. Juni 2014 über den Schutz der Kulturgüter bei bewaffneten Konflikten sowie der Verordnung vom 29. Oktober 2014 über den Schutz der Kulturgüter bei bewaffneten Konflikten unter Schutz stehen.
Objekte der Kategorien A und B sind vollständig in der Liste enthalten, Objekte der Kategorie C fehlen zurzeit (Stand: 13. Oktober 2021).

## Kulturgüter
| Foto |                                                                                    | Objekt                                                 | Kat. | Typ | Standort                              | Beschreibung |
| ---- | ---------------------------------------------------------------------------------- | ------------------------------------------------------ | ---- | --- | ------------------------------------- | --- |
| BW   | Datei hochladen · Wikidata zu Sankert (eisenzeitliche Grabhügelgruppe) (Q29524127) | Sankert, eisenzeitliche Grabhügelgruppe KGS-Nr.: 09658 | A    | F   | Faselroo 704350 / 282800              | |
| BW   | Datei hochladen                                                                    | Pfaret, neuzeitlicher Brückenkopf KGS-Nr.: 07217       | B    | F   | 703600 / 281850                       | |
| ja   | Datei hochladen · Wikidata zu Eisenbahnbrücke - Teil Hemishofen (Q134733591)       | Eisenbahnbrücke KGS-Nr.: 10888                         | B    | G   | Riihaalde, Hemishofen 704806 / 281166 | Objekt liegt hälftig auf Gemeindegebiet von Hemishofen (KGS-Nr. 10888) und Wagenhausen (KGS-Nr. 13842) im Kanton Thurgau. |
| ja   | Datei hochladen · Wikidata zu Ruine Wolkenstein (Q2175501)                         | Burgruine Wolkenstein KGS-Nr.: 14199                   | B    | F   | Wolkensteinerberg 705100 / 281990     | |
| BW   | Datei hochladen · Wikidata zu Vielzweckbau (Q29787236)                             | Vielzweckbau KGS-Nr.: 14200                            | B    | G   | Unterdorf 8 704424 / 281530           | |
| ja   | Datei hochladen · Wikidata zu Schul- und Gemeindehaus (Q29787231)                  | Schul- und Gemeindehaus KGS-Nr.: 14201                 | B    | G   | Unterdorf 2 704440 / 281554           | |
| BW   | Datei hochladen · Wikidata zu Ehemaliger Lehnhof St. Georgen (Q29787225)           | Ehemaliger Lehnhof St. Georgen KGS-Nr.: 14202          | B    | G   | Dorfstrasse 27 704386 / 281590        | |
| BW   | Datei hochladen                                                                    | Vielzweckbau KGS-Nr.: 14203                            | B    | G   | Hauptstrasse 23 704632 / 281581       | |
| BW   | Datei hochladen                                                                    | Haus Neue Linde (Vielzweckbau) KGS-Nr.: 14204          | B    | G   | Dorfstrasse 1 704618 / 281564         | |
| BW   | Datei hochladen                                                                    | Ehemaliges Leichenwagenhäuschen KGS-Nr.: 14205         | B    | G   | Unterdorf 704406 / 281563             | |
| BW   | Datei hochladen                                                                    | Bauernhaus KGS-Nr.: 14206                              | B    | G   | Im Hafacker 15 704460 / 281593        | |
| BW   | Datei hochladen                                                                    | Vielzweckbau KGS-Nr.: 14207                            | B    | G   | Dorfstrasse 10 704572 / 281570        | |